# Estación Glen Park
Estación Glen Park es una estación en las líneas Dublin/Pleasanton–Daly City, Pittsburg/Bay Point–SFO/Millbrae, Fremont–Daly City y Richmond–Millbrae del BART, administrada por la Distrito de Transporte Rápido del Área de la Bahía y del Ferrocarril Municipal de San Francisco (MUNI). La estación se encuentra localizada en 2901 Diamond Street en Distrito Financiero, San Francisco, CA. La estación Estación Glen Park fue inaugurada el 3 de noviembre de 1973.

## Descripción
La estación Estación Glen Park cuenta con 2 plataformas centrales y 2 vías. La estación también cuenta con 53 de espacios de aparcamiento.

## Conexiones
La estación es abastecida por las siguientes conexiones de autobuses: 
- Rutas del MUNI y Muni Metro      J Church La parada es cerca de la Avenida San José.

23 Monterey

36 Teresita

44 O'Shaughnessy

52 Excelsior